# Superadobe

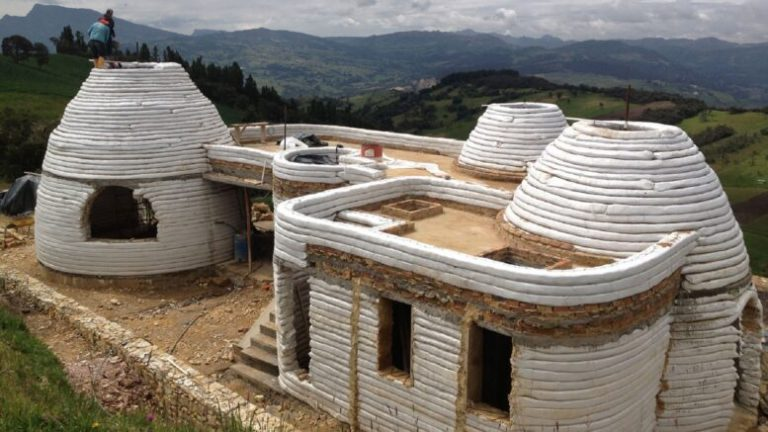
Ejemplo de proceso constructivo usando superadobe.

El superadobe es una técnica de bioconstrucción desarrollada por el arquitecto iraní Nader Khalili. Este método utiliza sacos llenos de tierra estabilizada, que se apilan en capas para formar estructuras resistentes y de bajo costo. La técnica se ha popularizado por su simplicidad, accesibilidad y beneficios ambientales.

## Historia
El superadobe fue desarrollado por Nader Khalili en la década de 1980 como parte de su trabajo en el Instituto de Arquitectura y Ciencias de la Tierra Cal-Earth en Hesperia, California. Khalili se inspiró en las antiguas técnicas de construcción de cúpulas y bóvedas del Medio Oriente y buscó una solución sostenible y accesible para la vivienda. El concepto de superadobe se deriva de la idea de utilizar recursos naturales locales y técnicas simples para crear estructuras habitables y seguras.

## Principios Básicos de la Técnica
La técnica del superadobe se basa en principios arquitectónicos antiguos combinados con innovaciones modernas. A grandes rasgos, podemos describirlo como el levantamiento de una estructura con sacos rellenos de tierra estabilizada, que van formando anillos de menor perímetro a medida que el edificio adquiere altura. De esta manera, conseguimos levantar una falsa cúpula con sección de arco ojival.

### Proceso de Construcción
1. Preparación del Terreno: Selección y nivelación del sitio de construcción. Es crucial asegurar que el terreno esté adecuadamente drenado para evitar problemas de humedad.
2. Llenado de Sacos: Los sacos, que pueden ser de polipropileno u otros materiales resistentes, se llenan con tierra local mezclada con un estabilizador, como cal o cemento. La mezcla de la tierra es importante para proporcionar la estabilidad y durabilidad necesarias.
3. Apilado de Sacos: Los sacos llenos se apilan en capas horizontales. Cada capa se alinea con la anterior, formando anillos concéntricos que se estrechan a medida que la estructura gana altura. Este proceso permite crear cúpulas y otras formas arquitectónicas estables sin necesidad de encofrados complejos.
4. Compactación y Refuerzo: Cada capa de sacos se compacta firmemente y se refuerza con alambre de púas colocado entre las capas. Este alambre actúa como un sistema de "velcro", proporcionando cohesión adicional entre las capas y mejorando la integridad estructural.
5. Aperturas y Ventilación: Durante el apilado, se crean aberturas para puertas y ventanas. También se integran conductos de ventilación para asegurar una buena circulación de aire, lo que es esencial para mantener un ambiente interior saludable.
6. Revestimiento: La estructura se recubre con una mezcla de barro y estabilizador, como cal o cemento, para protegerla de la erosión y la humedad. Este revestimiento también puede incluir acabados decorativos según las preferencias estéticas.

## Similitudes con el Cob.
El superadobe comparte varias similitudes con la técnica de construcción con cob, otra forma de edificación sostenible que utiliza una mezcla de tierra, arena, paja y agua. Ambas técnicas aprovechan materiales locales y enfatizan la sostenibilidad y la eficiencia energética. Sin embargo, el superadobe utiliza sacos para contener la tierra, lo que puede ofrecer ventajas adicionales en términos de resistencia estructural y facilidad de construcción.

## Ventajas
- Sostenibilidad: Utiliza materiales locales y reduce la necesidad de transporte y producción de materiales de construcción convencionales. La tierra, al ser un recurso abundante, minimiza el impacto ambiental.
- Costo Efectivo: La técnica es económica, ya que los materiales principales son tierra y sacos, lo que la hace accesible para comunidades con recursos limitados.
- Resistencia Estructural: Las estructuras de superadobe son altamente resistentes a terremotos, incendios y otras condiciones climáticas extremas, lo que las convierte en una opción segura en regiones propensas a desastres naturales.
- Eficiencia Energética: Las propiedades térmicas de la tierra proporcionan un excelente aislamiento, manteniendo las estructuras frescas en verano y cálidas en invierno, lo que reduce la necesidad de sistemas de calefacción y refrigeración artificiales.

## Aplicaciones
El superadobe se ha utilizado en diversas aplicaciones, desde viviendas y refugios de emergencia hasta centros comunitarios y ecológicos. Su versatilidad y facilidad de construcción lo hacen ideal para zonas rurales y áreas afectadas por desastres naturales. Algunos ejemplos notables incluyen:
- Refugios de Emergencia: En áreas afectadas por desastres naturales, el superadobe ha demostrado ser una solución rápida y efectiva para proporcionar refugio seguro a las personas desplazadas.
- Viviendas Rurales: En comunidades rurales, donde los recursos son limitados, el superadobe ofrece una alternativa viable y sostenible para la construcción de viviendas duraderas.
- Centros Ecológicos: Proyectos ecológicos y sustentables han adoptado el superadobe como una técnica que refleja los principios de armonía con el medio ambiente y autosuficiencia.

## Tablas de Desempeño del Superadobe

### Comparativa de Desempeño General
| Propiedad                | Superadobe                                                    | Construcción Convencional (Ladrillo, Hormigón)               |
| ------------------------ | ------------------------------------------------------------- | ------------------------------------------------------------ |
| Resistencia a Terremotos | Alta (hasta 8.0 en la escala de Richter)                      | Variable (Depende del diseño y la calidad de los materiales) |
| Resistencia al Fuego     | Alta (no combustible)                                         | Media (materiales pueden ser inflamables)                    |
| Aislamiento Térmico      | Excelente (Coeficiente de Conductividad Térmica ≈ 0.25 W/m·K) | Variable (0.7-1.5 W/m·K para ladrillo y hormigón)            |
| Durabilidad              | Alta (más de 50 años con mantenimiento adecuado)              | Alta (50-100 años)                                           |
| Costo                    | Bajo (≈ $50-$100/m²)                                          | Alto (≈ $300-$500/m²)                                        |
| Impacto Ambiental        | Bajo (uso de materiales locales, menor huella de carbono)     | Alto (producción y transporte de materiales)                 |

- Khalili, Nader. Emergency Sandbag Shelter and Eco-Village. Cal-Earth Press, 2008.
- "Superadobe (Earthbag) Buildings," Cal-Earth Institute. Disponible en: calearth.org

### Resistencia y Durabilidad
| Condición       | Superadobe | Construcción Convencional                                                                                              |
| --------------- | --- | --- |
| Terremotos      | Resistencia superior debido a la flexibilidad y cohesión de las capas de tierra. Hasta 8.0 en la escala de Richter                                                   | Variable, depende del diseño estructural y los materiales                                                              |
| Incendios       | Alta resistencia al fuego, la tierra no es combustible. Clasificación de resistencia al fuego: 2-4 horas.                                                            | Media, depende del tipo de material (ladrillo: 1-2 horas; hormigón: 2-4 horas)                                         |
| Vientos Fuertes | Las estructuras curvas y la masa pesada proporcionan estabilidad frente a vientos huracanados. Resistencia a vientos de hasta 200 km/h                               | Alta en edificios bien diseñados, pero pueden sufrir daños en vientos extremos. Resistencia típica: hasta 150-200 km/h |
| Inundaciones    | La tierra estabilizada y el drenaje adecuado pueden mitigar los efectos de las inundaciones. Resistencia a la infiltración de agua: buena con revestimiento adecuado | Media, las estructuras pueden ser vulnerables a daños por agua si no están adecuadamente protegidas                    |
| Vida Útil       | Con un mantenimiento adecuado, las estructuras pueden durar más de 50 años. Vida útil estimada: 50-100 años                                                          | Alta, con una vida útil que puede superar los 100 años dependiendo del mantenimiento y calidad de construcción         |

- Khalili, Nader. Emergency Sandbag Shelter and Eco-Village. Cal-Earth Press, 2008.
- "Earth Architecture: From Ancient to Modern," ABC News. Disponible en: abcnews.com

### Propiedades de Aislamiento y Eficiencia Energética.
| Propiedad                            | Superadobe                                                            | Construcción Convencional                                     |
| ------------------------------------ | --------------------------------------------------------------------- | ------------------------------------------------------------- |
| Coeficiente de Conductividad Térmica | ≈ 0.25 W/m·K                                                          | ≈ 0.7-1.5 W/m·K (ladrillo y hormigón)                         |
| Capacidad Térmica                    | Alta, buen almacenamiento de calor                                    | Media, almacenamiento de calor variable                       |
| Aislamiento Acústico                 | Buena atenuación del sonido debido a la masa y densidad de la tierra  | Media, depende de la construcción y los materiales utilizados |
| Temperatura Interior en Verano       | Fresca, reducción significativa de la necesidad de aire acondicionado | Caliente, mayor dependencia del aire acondicionado            |
| Temperatura Interior en Invierno     | Cálida, buen aislamiento que reduce la necesidad de calefacción       | Fría, mayor necesidad de calefacción                          |

"Sustainable Building Methods: Superadobe," Green Building Elements. Disponible en: greenbuildingelements.com

### Comparación de Costos.
| Costo por Metro Cuadrado | Superadobe | Construcción Convencional |
| ------------------------ | ---------- | ------------------------- |
| Materiales               | $20 - $50  | $100 - $200               |
| Mano de Obra             | $20 - $50  | $100 - $300               |
| Total                    | $40 - $100 | $200 - $500               |

- Khalili, Nader. Emergency Sandbag Shelter and Eco-Village. Cal-Earth Press, 2008.
- "Sustainable Building Methods: Superadobe," Green Building Elements. Disponible en: greenbuildingelements.com